# Poliʻahu

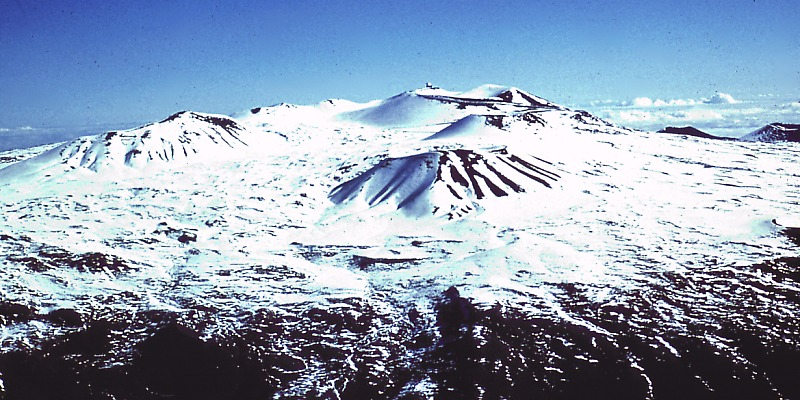
Le sommet du Mauna Kea en hiver.

Poliʻahu est, dans la mythologie hawaïenne, une des quatre déesses de la neige, toutes ennemies de Pélé. Elle vivrait au sommet du Mauna Kea, le plus haut volcan de l'archipel d'Hawaï.